# Kanton Villeneuvois et Villefranchois
Villeneuvois et Villefranchois is een kanton van het Franse departement Aveyron. Het kanton maakt deel uit van het arrondissement Villefranche-de-Rouergue. In 2021 telde het 10.767 inwoners.

Het kanton werd gevormd ingevolge het decreet van 21 februari 2014 , met uitwerking op 22 maart 2015, met  Villeneuve als hoofdplaats.

## Gemeenten
Het kanton omvat de 20 volgende gemeenten:
- Ambeyrac
- Brandonnet
- La Capelle-Balaguier
- Compolibat
- Drulhe
- Lanuéjouls
- Maleville
- Martiel
- Montsalès
- Ols-et-Rinhodes
- Privezac
- Saint-Igest
- Saint-Rémy
- Sainte-Croix
- Salvagnac-Cajarc
- Saujac
- Savignac
- Toulonjac
- Vaureilles
- Villeneuve